# 马特特
马特特，是西班牙瓦伦西亚自治区卡斯特利翁省的一个市镇。总面积15平方公里，总人口125人（2001年），人口密度8人/平方公里。